# Faridollah Adib Ahein
 (octobre 2024).
La mise en forme du texte ne suit pas les recommandations de Wikipédia : il faut le « wikifier ».
Les points d'amélioration suivants sont les cas les plus fréquents. Le détail des points à revoir est peut-être précisé sur la page de discussion.
- Les titres sont pré-formatés par le logiciel. Ils ne sont ni en capitales, ni en gras.
- Le texte ne doit pas être écrit en capitales (les noms de famille non plus), ni en gras, ni en italique, ni en « petit »…
- Le gras n'est utilisé que pour surligner le titre de l'article dans l'introduction, une seule fois.
- L'italique est rarement utilisé : mots en langue étrangère, titres d'œuvres, noms de bateaux, etc.
- Les citations ne sont pas en italique mais en corps de texte normal. Elles sont entourées par des guillemets français : « et ».
- Les listes à puces sont à éviter, des paragraphes rédigés étant largement préférés. Les tableaux sont à réserver à la présentation de données structurées (résultats, etc.).
- Les appels de note de bas de page (petits chiffres en exposant, introduits par l'outil «  Source ») sont à placer entre la fin de phrase et le point final[comme ça].
- Les liens internes (vers d'autres articles de Wikipédia) sont à choisir avec parcimonie. Créez des liens vers des articles approfondissant le sujet. Les termes génériques sans rapport avec le sujet sont à éviter, ainsi que les répétitions de liens vers un même terme.
- Les liens externes sont à placer uniquement dans une section « Liens externes », à la fin de l'article. Ces liens sont à choisir avec parcimonie suivant les règles définies. Si un lien sert de source à l'article, son insertion dans le texte est à faire par les notes de bas de page.
- La présentation des références doit suivre les conventions bibliographiques. Il est recommandé d'utiliser les modèles {{Ouvrage}}, {{Chapitre}}, {{Article}}, {{Lien web}} et/ou {{Bibliographie}}. Le mode d'édition visuel peut mettre en forme automatiquement les références.
- Insérer une infobox (cadre d'informations à droite) n'est pas obligatoire pour parachever la mise en page.

Pour une aide détaillée, merci de consulter Aide:Wikification.
Si vous pensez que ces points ont été résolus, vous pouvez retirer ce bandeau et améliorer la mise en forme d'un autre article.
 (octobre 2024).
Le contenu est difficilement compréhensible vu les erreurs de traduction, qui sont peut-être dues à l'utilisation d'un logiciel de traduction automatique.
 (octobre 2024).
Faridollah Adib Ahein né à Hérat (7 novembre 1965) est un artiste visuel, critique, peintre, musicien, et collectionneur afghan,.
Il est connu pour ses contributions à la peinture, à son travail sur toile et à l'expressionnisme abstrait.
Avec quatre décennies d’activité artistique, il est devenu l’une des personnalités culturelles les plus influentes d’Afghanistan,.

## Early life
Faridollah Adib Ahein est né dans une famille instruite de la ville d'Herat. Son père, Azizollah, était un officier supérieur et sa mère était enseignante. Faridollah Il avait cinq ans lorsqu'il est entré à l'école. Il a terminé ses études secondaires à Herat. Mais pendant la guerre civile afghane, lui et sa famille émigrèrent en Iran en 1979. Depuis son enfance, il s'intéresse à l'art de la peinture et à la nature, et sa famille s'intéresse également à l'art original de l'Afghanistan. Adib Ahein a étudié la peinture avec son oncle, Nasrollah Sarvari. et s'est familiarisé avec les styles du naturalisme et du réalisme. Il apprend également les styles classiques et modernes. Il a également suivi le style expressionniste abstrait dans ses œuvres.

### Style
Les œuvres d'Adib Ahein sont généralement appelées abstraction conceptuelle, explore souvent la philosophie.												
Il utilise une spatule et une truelle et réalise souvent des toiles en coulant et en saupoudrant de peinture,.
Il peut être considéré comme une figure influente dans le domaine de l'art contemporain parmi les peintres  afghans, en raison de ses contributions simultanées au mouvement expressionniste abstrait, il a dépassé les frontières conventionnelles du monde de l’art au-delà des techniques innovantes de ses dripping painting,,.
Dans ses œuvres, il remet en question la manière de comprendre le monde et invite à découvrir les aspects mystérieux et inattendus de l'expérience humaine,,,.
Faridollah Adib Ahein, avec sa personnalité multidimensionnelle et introvertie, occupe une place spéciale dans l'art conceptuel de la peinture et le mouvement de l'expressionnisme abstrait. Il utilise diverses techniques, telles que la peinture gestuelle et le dripping, et place souvent ses grandes toiles au sol, pour insister sur le mouvement et la spontanéité en versant et en éclaboussant la peinture,.
Ses œuvres englobent une large gamme de concepts philosophiques et spirituels, dépassant les contraintes idéologiques. Ses techniques artistiques, allant de l'abstraction géométrique aux champs colorés dynamiques, sont liées à des dimensions émotionnelles et musicales,,.
Dans ses œuvres, il utilise divers styles artistiques et exprime des concepts philosophiques, spirituels et sociaux à travers le langage des couleurs, classés sous la catégorie abstraction conceptuelle. Ses créations explorent l’histoire et les pensées profondes de l’humanité. Les œuvres d'Adib Ahein se distinguent par des couleurs vives et des lignes dynamiques, représentant des concepts métaphysiques. Il fusionne différents arts multidimensionnels, notamment la peinture, la musique classique de l'Inde et la poésie de la littérature persane, et s'inspire des raga pour créer des œuvres abstraites et multidimensionnelles. Grâce à cette fusion, il cherche à offrir une expérience sensorielle complète au public. Parmi ses œuvres notables, on peut citer « Molla Mammad jan »,.
Adib Ahein a collectionné (peintures) d'œuvres d'art culturelles et historiques Afghanistan. Il est également le premier collectionneur connu et enregistré d'œuvres d'art Afghans en Iran. Il est connu pour posséder une collection d’œuvres d’art,.
Adib Ahein est également actif dans les domaines techniques et d'ingénierie. Jusqu'à présent, il a enregistré quatre inventions, dont une machine à souder le plastique sur du tissu, l'impression sans intervention humaine et un appareil photo

## Enregistrement des œuvres
- (fa) « FLes peintures du Mollah Mammad jan », sur (Identifiant national de l'œuvre :0804049)
- (fa) « FLes peintures du Cascades rouges », sur (Identifiant national de l'œuvre :0805156)

## Films documentaires
- (fa) « Artiste immigré Faridollah Adib Ahein, peintre » [archive du 1er avril 2024], sur Agence de presse télévisée Afghanistan International, 8 juillet 2023 (consulté le 21 juillet 2023)